# Laetesia pseudamoena
Laetesia pseudamoena là một loài nhện trong họ Linyphiidae.
Loài này thuộc chi Laetesia. Laetesia pseudamoena được A. David Blest & Cor J. Vink miêu tả năm 2003.